# Crisis de la Guayana Esequiba (2023-2024)
La crisis de la Guayana Esequiba fue un conflicto diplomático que inició el 1 de noviembre de 2023 entre Guyana y Venezuela, relativa a la disputa territorial sobre la Guayana Esequiba, que se encuentra bajo control por la primera.
Tras la concesión a varias petroleras, entre esas, ExxonMobil, para la explotación de hidrocarburos en aguas reclamadas por Venezuela, el gobierno de Maduro convocó a un referéndum en Venezuela en el que se preguntó si la región debía convertirse oficialmente en un Estado de Venezuela y su población en ciudadanos, entre otras cuestiones. Aunque se informó que la participación fue baja, el Gobierno venezolano declaró que los resultados mostraban un apoyo abrumador a dicha acción. Venezuela tomó entonces medidas adicionales para hacer valer su reclamo, como la publicación de mapas que mostraban el territorio anexado al país y el anuncio de planes para desarrollar la región.
En respuesta a las acciones de Venezuela, otros países apoyaron la posición de Guyana, incluidos Brasil, el Reino Unido y Estados Unidos. Brasil envió tropas a su frontera con la región y Estados Unidos realizó ejercicios militares con Guyana. La Corte Internacional de Justicia (CIJ) advirtió a Venezuela que no tome ninguna acción directa en la región, ya que el juicio está programado para principios de 2024 y el grupo regional Mercosur instó a las partes a encontrar una solución pacífica.
El 14 de diciembre de 2023, Ralph Gonsalves, primer ministro de San Vicente y las Granadinas, fue el anfitrión de una reunión de los líderes de Guyana y Venezuela, como iniciativa de la Comunidad de Estados Latinoamericanos y Caribeños (CELAC), que además ocupó la presidencia pro tempore de CELAC. También asistieron funcionarios de la Comunidad del Caribe (CARICOM), Brasil, Colombia y las Naciones Unidas. Los líderes acordaron no usar la fuerza ni aumentar la tensión. Un comunicado conjunto dijo que ambos países resolverán la disputa de acuerdo con el derecho internacional, a pesar de agregar que Venezuela no reconoce la jurisdicción de la CIJ.

## Antecedentes
El Imperio español fundó la capitanía general de Venezuela incluyendo el territorio actualmente disputado de la Guayana Esequiba, con el cual Venezuela se quedó tras su guerra de independencia. Poco después de esto, el Imperio británico colonizó Guyana transándola con Países Bajos en un acuerdo que no definía su frontera occidental, tras lo cual los británicos reclamaron el territorio en 1840 y lo invadieron en 1841, reclamando aún más territorio en 1886.
Estados Unidos denunció bajo la doctrina Monroe que la frontera se había ampliado de «manera misteriosa», sugiriendo resolver el conflicto en un arbitraje internacional. Ambos países fijaron sus límites en un laudo anterior de 1899 suscrito en París, donde se dictó la propiedad de Guyana sobre el territorio. Sin embargo, en 1949 Venezuela encontró evidencia de manipulación cartográfica durante el proceso judicial, cuando se reveló un memorándum del abogado estadounidense Severo Mallet-Prevost, quien fue parte de la defensa de Venezuela en el Laudo Arbitral de París, en el que denunciaba que los jueces no habían sido imparciales, pues todo estaba arreglado para favorecer al Imperio británico (actual Guyana).
Después de eso, Venezuela firmó el Acuerdo de Ginebra en 1966 con Reino Unido antes de la independencia de Guyana, ocurrida ese mismo año, que establecía bases para una solución negociada a la disputa territorial y donde se desconocía el Laudo. Bajo este argumento, Venezuela reclama su soberanía sobre el Esequibo. Guyana, por su parte, argumenta que Venezuela renunció al territorio tras el Laudo de París.

## Historia

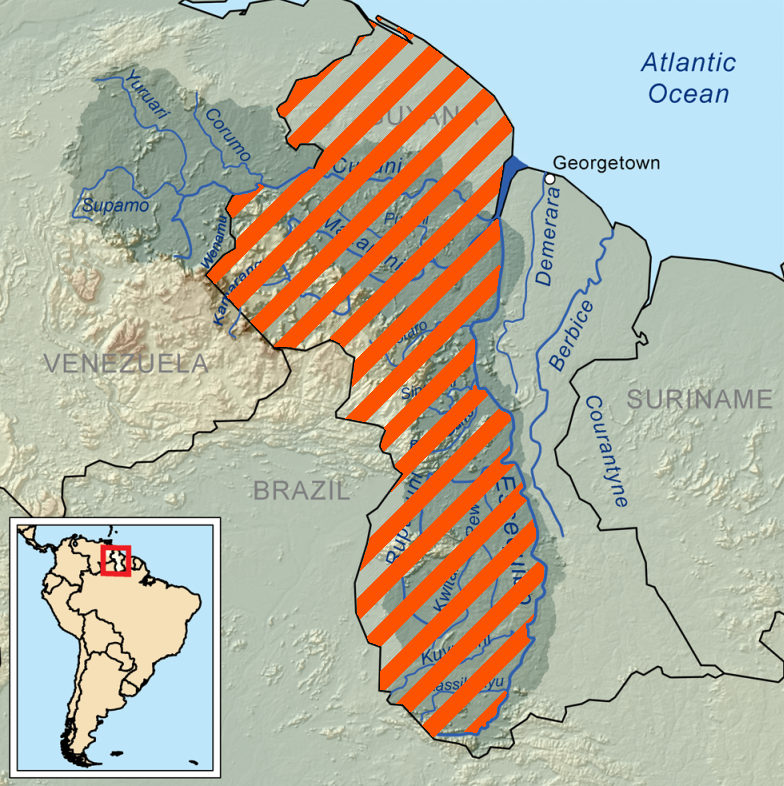
Zona en disputa entre ambos países en naranja.

### Concesiones de Guyana para exploración de hidrocarburos en Guayana Esequiba
Tras descubrimientos de yacimientos petrolíferos y gasíferos, el 19 de septiembre de 2023 Guyana autorizó a seis compañías petroleras extranjeras (entre ellas ExxonMobil) a la perforación en aguas reclamadas por Venezuela.

### Referéndum consultivo de Venezuela y audiencias de la CIJ
El gobierno del presidente Nicolás Maduro promovió un referéndum consultivo para el 3 de diciembre de 2023 en el que se le plantearán cinco preguntas a la ciudadanía, entre esas, si están de acuerdo con «oponerse, por todos los medios, conforme a derecho, a la pretensión de Guyana de disponer unilateralmente de un mar pendiente por delimitar, de manera ilegal y en violación del derecho internacional» y si estarían a favor de darles la nacionalidad venezolana a los 125 000 habitantes de Guyana Esequiba. El Gobierno ha criticado los «abusos de ExxonMobil» y del Comando Sur de Estados Unidos, desplegando una campaña de medios que ha apelado al patriotismo venezolano. Los políticos opositores Juan Guaidó y Leopoldo López rechazaron el referéndum, al igual que partidos como Voluntad Popular y Primero Justicia. María Corina Machado, la líder actual de la coalición política opositora, aseguró que la soberanía no se consultaba, sino que se ejercía, y pidió suspender el referéndum para conformar un equipo nacional con la finalidad de elevar un reclamo en la Corte Internacional de Justicia (CIJ). Manuel Rosales y Henrique Capriles, ambos excandidatos presidenciales de la oposición, por otra parte se mostraron favorables: Rosales llamó a votar en el referéndum y Capriles anunció que votaría.
Días después del anuncio del referéndum consultivo, el ministro de Defensa de Venezuela, Vladimir Padrino López, declaró que la exploración de hidrocarburos en espacio marítimo disputado y autorizado por Guyana tendría una «respuesta contundente y proporcional». Al día siguiente, el ejército venezolano prometió construir una pista de aterrizaje cerca de la frontera con el territorio en disputa. El anuncio del referéndum ocasionó una crisis diplomática entre ambos países.
En el marco del aumento de tensiones entre ambos países, el principal partido opositor de Guyana, Alianza Para el Cambio, pidió el 4 de noviembre prohibirles votar en las elecciones a los venezolanos con ciudadanía guyanesa, al igual que no concederles la nacionalidad a más personas del país vecino.
Representantes de Venezuela y Guyana pidieron en una audiencia celebrada en la CIJ a mediados de noviembre de 2023 que la Corte reconociera su soberanía sobre el Esequibo. Guyana pidió también que se derogara el referéndum, alegando que Venezuela pretendía anexionar el territorio, petición que el Gobierno de Venezuela rechazó.
El CNE dictaminó que el resultado del referéndum fue favorable a autorizar la creación de un estado en el territorio en disputa y darle nacionalidad venezolana a los residentes de Guayana Esequiba, así como las demás preguntas propuestas por el Gobierno en el referéndum, lo que elevó aún más las tensiones con Guyana.

### Izado de las banderas guyanesa y venezolana
En ese contexto, a finales de noviembre de 2023 el presidente de Guyana Irfaan Ali se reunió con militares que resguardan la frontera entre ambos países y al día siguiente Guyana difundió un video donde izaba la bandera guyanesa en un acto en la montaña Pakarampa del Esequibo, cerca del estado Bolívar de Venezuela, donde el presidente Ali hizo un juramento de lealtad nacional. Tras estos actos, el ministro de Defensa de Venezuela, Vladimir Padrino López, declaró que los soldados de la Fuerza Armada Nacional Bolivariana (FANB) estarán «vigilantes permanentemente» de «cualquier acción que atente» contra la «integridad territorial», pidiéndole a la población que votara en el referéndum y agregando que el conflicto «por ahora» no es una guerra. El gobernador de Zulia, Manuel Rosales, aseguró que «la Guayana Esequiba es cien por ciento territorio venezolano», argumentando que los actos de Guyana violaban el acuerdo de Ginebra de 1966, y criticó que la ONU y la OEA no se manifestaran al respecto.
Posteriormente fue difundido por la vicepresidenta de Venezuela, Delcy Rodríguez, un video donde indígenas locales intercambiaban una bandera guyanesa por una bandera venezolana. El presidente Irfaan Ali aseguró que dicho reemplazo no había ocurrido realmente. Mediante geolocalización, el grupo de investigación Bellingcat determinó que el video fue grabado en cerca Santa Elena de Uairén, en el estado Bolívar y a 185 kilómetros de donde Guyana izó su bandera. El grupo de verificación de hechos venezolano Cazadores de Fake News llegó a la misma conclusión en su propia investigación, confirmando con cuatro fuentes en el sector que el video no fue grabado en la Guayana Esequiba.

### Movilización de los ejércitos de Brasil y Surinam
El presidente brasileño Lula da Silva declaró intentar mediar entre ambos países para evitar un conflicto armado. Dos equipos del Departamento de Defensa de Estados Unidos tenían previsto visitar Guyana para finales de noviembre. Guyana planteó establecer bases militares extranjeras en su país. El Ejército Brasileño se movilizó hacia la frontera de ambos países previendo una posible ocupación venezolana. Surinam, que también tiene disputas territoriales con Guyana, movilizó también su ejército a la frontera con Guyana, a pesar de tomar esa posición el Gobierno del presidente surinamés Chan Santokhi se mostró contrario a Caracas, por esta postura a favor de Guyana se creó una tensión interna cuando grupos opositores como el Partido Nacional Democrático pidió que se realice un referéndum al estilo venezolano, y ya en marzo del mismo año exigió que se muestre en los mapas de Surinam la región de Tigri (ocupada de facto por Georgetown y disputada con Paramaribo) como parte del territorio, mientras el Partido Nacional de Surinam anteriormente ya le había expresado su deseo de que el Gobierno expulse a la Fuerza de Defensa de Guyana del área de reclamación y que Tigri sea incorporada al distrito de Sipaliwini, debido a un incidente ocurrido a principios del año. Por consiguiente la cancillería del Gobierno de Santokhi informó que el comunicado a favor de Guyana no era una renuncia a las reclamaciones surinamesas.
El 1 de diciembre de 2023 la Corte Internacional de Justicia emitió un fallo en el que sostuvo que «la República Bolivariana de Venezuela deberá abstenerse de tomar cualquier acción que modifique la situación que actualmente acontece en el territorio en disputa», sin prohibir el referéndum.

### Consejo Federal de Gobierno
Maduro ordenó el 5 de diciembre de 2023 en una reunión con el Consejo Federal de Gobierno «activar de inmediato el debate en la Asamblea Nacional y la aprobación de la ley orgánica para la creación de la Guayana Esequiba» como estado venezolano, anunciando también que se crearía una «zona de defensa integral de la Guayana Esequiba» ubicada en Tumeremo, en el estado Bolívar, frontera con la zona en reclamación. Allí se instalará la sede político-administrativa del nuevo estado, cuya «autoridad única» será el general Alexis Rodríguez Cabello. Asimismo se incorporó el territorio del Esequibo oficialmente al mapa de Venezuela, se adelantó que serían otorgadas licencias operativas para la explotación de crudo, gas y minas en dicho territorio y el establecimiento de un plan de «atención social» para los habitantes de Guayana Esequiba, quienes serían censados y obtendrían una cédula de identidad venezolana. Posteriormente firma seis decretos oficializando las medidas.
Ese día, jefe del CEOFANB, Domingo Hernández Lárez, difundió en la red social X que efectivos del ejército venezolano se habían establecido en Punta Barima, en el estado Delta Amacuro, en la frontera con la Guayana Esequiba y aseguró que iban «rumbo al Escudo Guayanés», publicando también imágenes de un puente en construcción y de ayudas médicas a locales por parte del ejército, así como un camión con materiales de construcción.

### Detenciones y órdenes de detención en Venezuela
El 6 de diciembre de 2023 el fiscal general de Venezuela, Tarek William Saab, anunció las órdenes de aprehensión de trece dirigentes opositores (entre esos, Juan Guaidó, Leopoldo López, Julio Borges, tres miembros del equipo de la candidata presidencial opositora María Corina Machado, y el presidente de la organización Súmate, Roberto Abdul) y dos exministros del Gobierno de Hugo Chávez (Rafael Ramírez Carreño y Andrés Izarra) como parte de una investigación sobre una supuesta conspiración nacional e internacional destinada a boicotear el referendo consultivo por el Esequibo, acusándolos de vínculos con ExxonMobil y de haber intentado influir en el resultado de dicho referéndum y anunciando que serían imputados con los cargos de «traición a la patria», «conspiración», «legitimación de capitales» y «asociación para delinquir».

### Desaparición de un helicóptero de Guyana
El 6 de diciembre, un helicóptero Bell 412 de la Fuerza de Defensa de Guyana (GDF) desapareció en ruta desde Georgetown hacia Arau, situado directamente a lo largo de la frontera con Venezuela en el Esequibo. Llevaba una tripulación de tres personas y cuatro pasajeros, y estaba pilotado por el teniente coronel de las GDF, Michael Charles. Según el jefe del Estado Mayor del ejército de Guyana, Omar Khan, no había indicios de que el avión hubiera sido derribado desde el cielo. Las autoridades guyanesas afirmaron que en la zona había «mal tiempo». Nicolás Maduro declaró al respecto: «Eso es un mensaje del más allá: no se metan con Venezuela, quien se meta con Venezuela se seca».

### Reunión del Consejo de Seguridad de la ONU
El fiscal general de Guyana, Anil Nandlall, declaró que pediría ayuda al Consejo de Seguridad de la ONU si Venezuela tomaba el territorio por la fuerza. El 8 de diciembre de 2023 el Consejo de Seguridad se reunió para tratar el conflicto entre Venezuela y Guyana, sin llegar a hacer anuncios públicos.
En cuanto a Guyana, el presidente Irfaan Ali anunció una mesa de diálogo con su homólogo en Venezuela la cual se desarrollará el 14 de diciembre en San Vicente y las Granadinas.
Brasil, Argentina, Paraguay, Uruguay, Chile, Colombia, Ecuador y Perú instaron a Guyana y Venezuela «al diálogo» y la búsqueda de una «solución pacífica».

### Participación militar de Estados Unidos
El Comando Sur de Estados Unidos dijo el 7 de diciembre que sus fuerzas participarían en operaciones conjuntas junto a la Fuerza de Defensa de Guyana (GDF) en un esfuerzo por mejorar la colaboración con las medidas de seguridad. En declaraciones estadounidenses también se dijo que Estados Unidos «continuará su colaboración con el GDF en las áreas de preparación para desastres, seguridad aérea y marítima, y lucha contra las organizaciones criminales transnacionales» y que la nación norteamericana «continuará su compromiso como socio confiable de seguridad de Guyana y promoviendo la cooperación y la interoperabilidad regionales».
Vladimir Padrino López, ministro de Defensa venezolano, calificó las acciones de Estados Unidos como una «provocación» y afirmó que Venezuela no se desviará de «nuestras futuras acciones por la recuperación del Esequibo».
El 3 de abril de 2024, Maduro declaró: «Tenemos información comprobada, (…) han instalado bases militares secretas del Comando Sur, núcleos militares del Comando Sur y núcleos de la CIA para preparar agresiones».

### Discusiones diplomáticas
El 14 de diciembre de 2023, altos representantes (incluidos los presidentes) de Venezuela y Guyana se reunieron en San Vicente y las Granadinas y acordaron no utilizar ninguna fuerza y no escalar las tensiones sobre el Esequibo. Un comunicado conjunto dijo que ambos países resolverían la disputa de acuerdo con el derecho internacional, a pesar de agregar que Venezuela no reconoce la jurisdicción de la CIJ sobre el caso. A la reunión también asistieron funcionarios de CARICOM, Brasil, Colombia, Naciones Unidas y la CELAC. Está previsto que se celebren más conversaciones en Brasil dentro de los tres meses siguientes a la reunión.

### Participación militar de Reino Unido
El 18 de diciembre de 2023, el ministro del Reino Unido para las Américas y el Caribe, David Rutley, visitó Guyana y declaró: «Estoy en Guyana... para ofrecer el respaldo inequívoco del Reino Unido a nuestros amigos guyaneses». Rutley también dijo que se reuniría con embajadores de Estados Unidos, Francia, Canadá y la Unión Europea para hablar sobre el apoyo internacional a Guyana en la disputa.
El Reino Unido anunció el 24 de diciembre que enviaría un buque de guerra (HMS Trent) a la costa de Guyana. El 28 de diciembre, Maduro declaró que la medida era una «amenaza inaceptable», pidió a Guyana «tomar acciones inmediatas para el retiro del buque» y ordenó una acción defensiva en el océano Atlántico en respuesta por parte de la Fuerza Armada Nacional Bolivariana.
El Gobierno de Brasil manifestó «preocupación» el 29 de diciembre de ese año por las «demostraciones militares» en la región del Esequibo, sosteniendo que eran contrarias al «compromiso» de «no utilizar la fuerza o amenazar con el uso de la fuerza» y que «las demostraciones militares de apoyo a cualquiera de las partes deben ser evitadas, a fin de que el proceso de diálogo en curso pueda producir resultados».

## Reacciones

### A favor de Guyana
- Brasil[2]
- Mancomunidad de Naciones[61]
- Comunidad del Caribe[61]
- Estados Unidos[62]
- Reino Unido[63]
- Surinam[36]
- Jamaica[64]
- Bahamas[65]

### Neutrales
- OEA[66]
- Mercosur[67]
- San Vicente y las Granadinas
- China[68]
- Rusia[69]
- Unión Europea[70]
- Trinidad y Tobago[71]
- Canadá[72]
- Colombia[73]
- Cuba[74]
- Bolivia[67]

### A favor de Venezuela
- Nicaragua[75]